# 乔恩·卡拉曼尼卡
乔恩·卡拉曼尼卡（英語：Jon Caramanica；1975年—）是一名记者与流行音乐乐评人，为《纽约时报》撰写栏目。他亦以撰写嘻哈音樂的文章知名。卡拉曼尼卡出生于纽约州布鲁克林区，1997年取得哈佛大学文学学士学位，之后加入了倫敦大學金匠學院。后来，他开始为《滾石》和《Spin》撰写文章，并随后成为《XXL》的高级特约作家。2006年，他离开《XXL》，成为了《Vibe》的音乐评论人。他在2008年离开了《Vibe》，并成为一名自由作家。2年后，他开始在《纽约时报》工作。卡拉曼尼卡主持了一档名为“Popcast”的播客。